# Josef Sokol
Josef Sokol (4. července 1831 Horní Jelení – 4. dubna 1912 Praha) byl český pedagog a politik, poslanec Českého zemského sněmu a Říšské rady.

## Biografie
Vychodil obecnou školu v rodné obci, pak vystudoval nižší reálku v Hradci Králové a učitelský ústav. Po dobu jednoho roku studoval pražskou techniku, ale pak odešel z Prahy a od roku 1853 pracoval jako učitel v Kostelci nad Orlicí, od roku 1860 v Heřmanově Městci. Působil jako pedagog v rodině Kinských, kde sepsal učebnici češtiny Schule der böhmischen Sprache, jež pak byla opakovaně vydávána a získala si popularitu. V roce 1867 byl učitelem na Smíchově, od roku 1873 vyučoval na učitelském ústavu v Praze. Ředitel tohoto ústavu přizval Sokola do komise pro tvorbu nových učebnic. Podílel se na sepsání čítanek pro obecné a měšťanské školy, sám do nich přispěl krátkými instruktážními texty. Publikoval i odborné studie zaměřené na pedagogiku a byl aktivní v učitelském spolkovém a stavovském životě. V roce 1882 na sjezdu učitelů v Plzni prohlásil: „české dítě patří do české školy“ a toto heslo se pak stalo vodítkem pro českou školskou a menšinovou politiku v následujících dekádách. Na sjezdu v Brně roku 1884 pak pronesl pojednání na téma Národ a jeho vychovávání. Psal i povídky pro mládež a v letech 1869–1875 byl redaktorem časopisu Škola a život. V letech 1883–1899 vedl s Františkem Šimáčkem časopis Jarý věk.
V zemských volbách roku 1895 získal mandát poslance Českého zemského sněmu za mladočeskou stranu. Na zemském sněmu setrval do roku 1901. Ve volbách roku 1891 se stal i poslancem Říšské rady (celostátní zákonodárný sbor), kde zastupoval městskou kurii, obvod Pardubice, Holice aj. Mandát obhájil za týž okrsek i ve volbách roku 1897 a volbách roku 1901. Ve vídeňském parlamentu setrval do konce funkčního období sněmovny, tedy do roku 1907.
V roce 1896, když se mladočeská strana názorově rozdělila během projednávání takzvané Badeniho volební reformy na Říšské radě, patřil Sokol k vnitrostranické opozici, která odmítala tento návrh podpořil. Reforma sice výrazně rozšiřovala volební právo, ale zachovávala kuriový systém a tedy nerovnost voličských hlasů. Sokol patřil mezi 15 mladočeských poslanců, kteří i ve finálním hlasování odmítli vládní předlohu podpořit.
Koncem 19. století se uvádí jako člen sboru obecních starších v Praze. Zasedal zde v období let 1885–1899. Byl otcem českého politika Karla Sokola a spisovatelek Vilmy Seidlové a Bohuslavy Sokolové.
Poslední roky před smrtí již trávil na odpočinku. Zemřel po několikadenním onemocnění, které začalo vlivem úrazu utrpěného na ulici. Když procházel po pražských Příkopech, vyjel z průjezdu domu U Špinků povoz; Josef Sokol z uleknutí odskočil a při pádu se poranil. Pohřben byl na Olšanských hřbitovech v hrobce s výzdobou sochaře Ladislava Šalouna.

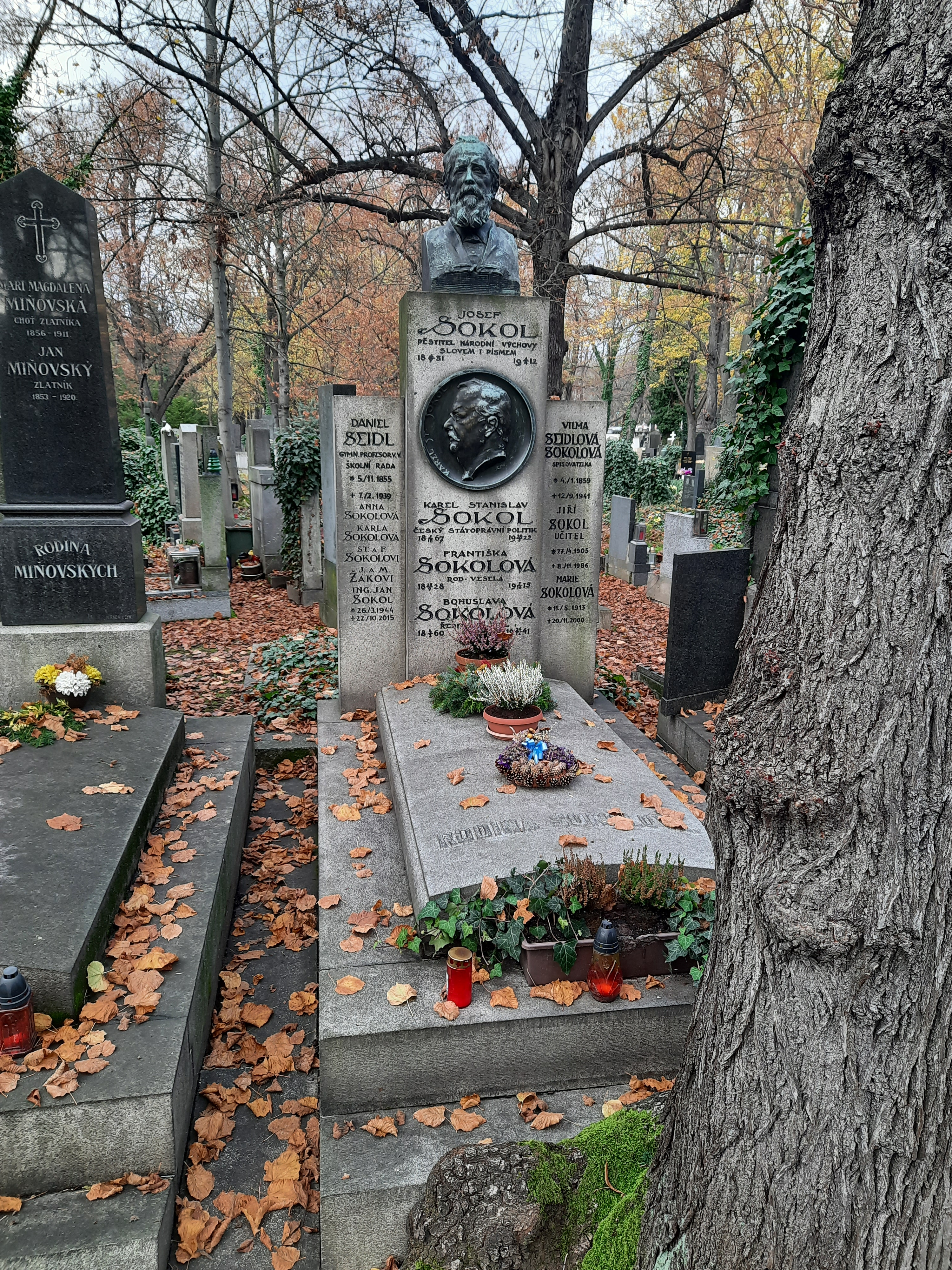
Hrobka rodiny Sokolovy na Olšanských hřbitovech (autor busty J. Sokola Ladislav Šaloun)